# Дінострат
Дінострат (грецький : Δεινόστρατος, 390—320 рр. до н. е.) — грецький математик і геометр, брат Менехма. Він відомий завдяки квадратрисі, яка була винайдена для розв'язання проблеми квадратури кола.

## Життя та праця
Головний внесок Дінострата в математику — рішення задачі про квадратуру кола. Щоб розв'язати цю проблему, Дінострат скористався трисектрисою Гіппія, для якої він довів особливу властивість (теорема Дінострата), яка дозволила йому знайти квадратуру кола. Завдяки цій роботі трисектриса пізніше стала відома як квадратриса Дінострата. Хоча Дінострат розв'язав проблему квадратури кола, він не використовував циркуля і лінійки одночасно, але на думку греків його рішення порушувало основоположні принципи їх математики. Тільки через дві тисячі двісті років потому Фердинандом фон Ліндеманом було показано, що квадратуру кола не можлива, якщо використовувати лише лінійку та циркуль.